# Daniel Gran

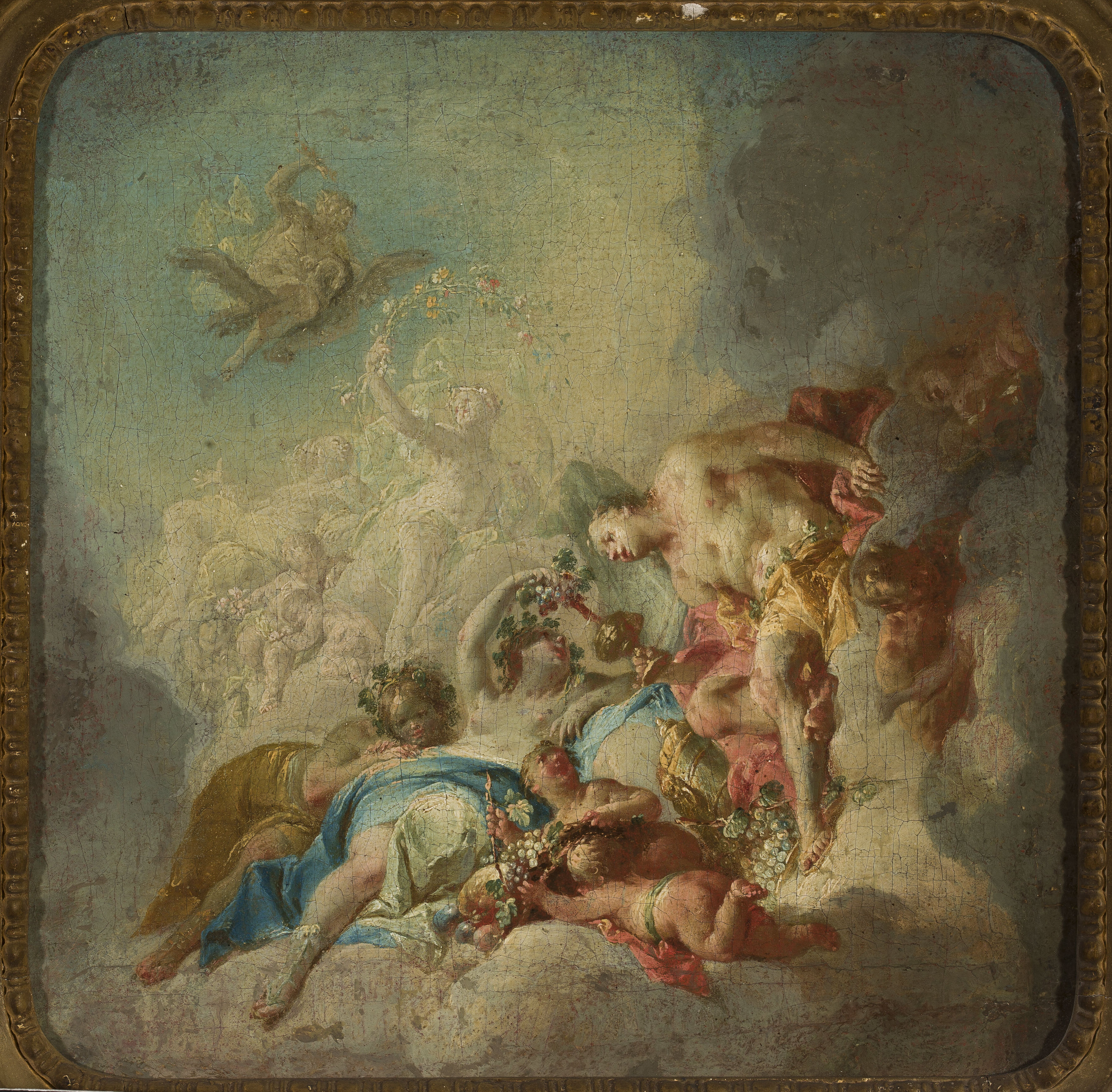
Bachus i Cerera Muzeum Narodowe w Warszawie

Daniel Gran (ur. 22 maja 1694 w Wiedniu, zm. 16 kwietnia 1757 w St. Pölten) – malarz austriacki.

## Życiorys
Był uczniem Franza de Paula Ferga w Wiedniu. Studia kontynuował we Włoszech u Sebastiana Ricci i Francesco Solimeny. Po powrocie do Wiednia (1727 r.) został tam nadwornym malarzem. Ozdobił freskami liczne pałace i klasztory w Austrii. Malował też obrazy ołtarzowe.